# آرون سبيلنغ
آرون ف. سبيلنغ (1923 - 2006) (Aaron F. Spelling) كان مخرجاً ومنتجاً سينمائياً من الولايات المتحدة. يحمل سبيلنغ حالياً الرقم القياسي العالمي حسب موسوعة جينيس لكونه المنتج التلفزيوني الأكثر ربحاً. عمل على أكثر من 200 عمل أبرزها: ستارسكي وهتش، وملائكة تشارلي، وقارب الحب، والسلالة، وت. ج. هوكر، والعائلة، وبيفرلي هيلز 90210، ومنزل ميلروز، والمسحورات.
ولد في مدينة دالاس، بولاية تكساس الأمريكية. درس في مدرسة فورست أفينيو الثانوية. بعد أن خدم في القوات الجوية الأمريكية، تخرج من الجامعة الميثودية الجنوبية بمدينة دالاس في عام 1945. بعد ذلك غادر إلى نيويورك وعمل كممثل. في عام 1953 تزوج الممثلة كارولين جونز وانتقلا إلى كاليفورنيا. في عام 1972 أسس شركة إنتاج تحمل اسمه (Aaron Spelling Productions)، كما تعاون مع ليونارد غولدبيرغ. وهو أب الممثلين توري سبيلينغ وراندي سبيلينغ. عاش بعد ذلك في مدينة لوس أنجليس بكاليفورنيا، حيث توفي فيها في 23 يونيو عام 2006.

## روابط خارجية
- آرون سبيلنغ على موقع IMDb (الإنجليزية)
- آرون سبيلنغ على موقع روتن توميتوز (الإنجليزية)
- آرون سبيلنغ على موقع ألو سيني (الفرنسية)
- آرون سبيلنغ على موقع أول موفي (الإنجليزية)
- آرون سبيلنغ على موقع قاعدة بيانات الأفلام السويدية (السويدية)
- آرون سبيلنغ على موقع إن إن دي بي (الإنجليزية)
- آرون سبيلنغ على موقع قاعدة بيانات الفيلم (الإنجليزية)
- آرون سبيلنغ على موقع كينوبويسك (الروسية)